# Melik Sámuel
Melik Sámuel (Trebics [Morvaország], ? – Breznóbánya, 1620. augusztus 29.) a Bányai evangélikus egyházkerület püspöke 1610-től haláláig.

## Életútja
Tanult Libetbányán, 1572-től Késmárkon, 1575-től Morvaiglón. Ekkor Tótlipcsén, 1577-ben szülőföldjén lett rektor, hol egyszersmind a városi jegyzőséget is viselte. 1579-től Breznóbányán másodpap volt, majd Németlipcsén lelkészkedett, 1599-ben pedig visszatért Breznóbányára elsőpapnak. 1610-ben püspökévé tétetett a bányai egyházkerület szlovák egyházainak. 
Irodalmi téren mindössze annyit működött, hogy püspöktársaival: Lani Illéssel és Abrahamides Izsákkal együtt szlovákra fordította Luther kátéját 1612-ben.